# Strangalia conicollis
Strangalia conicollis es una especie de escarabajo longicornio del género Strangalia, categorizada en la tribu Lepturini, de la subfamilia Lepturinae. Fue descrita por Aurivillius en 1910.

## Descripción
Mide 12-17 mm de longitud.

## Distribución
Se distribuye por Malasia.